# Чон Хэ Соп
Чон Хэ Соп (кор. 전해섭?, 全海燮?, р.15 февраля 1952) — южнокорейский борец вольного стиля, призёр Олимпийских игр.

## Биография
Родился в 1952 году. В 1976 году стал бронзовым призёром Олимпийских игр в Монреале.